# 체프레기 에바
체프레기 에바(헝가리어: Csepregi Éva 1953년 10월 22일 ~  )는 헝가리의 가수이다. 'Eva Sun'이라는 애칭으로도 불리었다.

## 개요
뉴튼 패밀리에서 리드 싱어로 활약하였으며 한국에서는 Korea를 부른 가수로 유명하다.